# Pearl Harbor

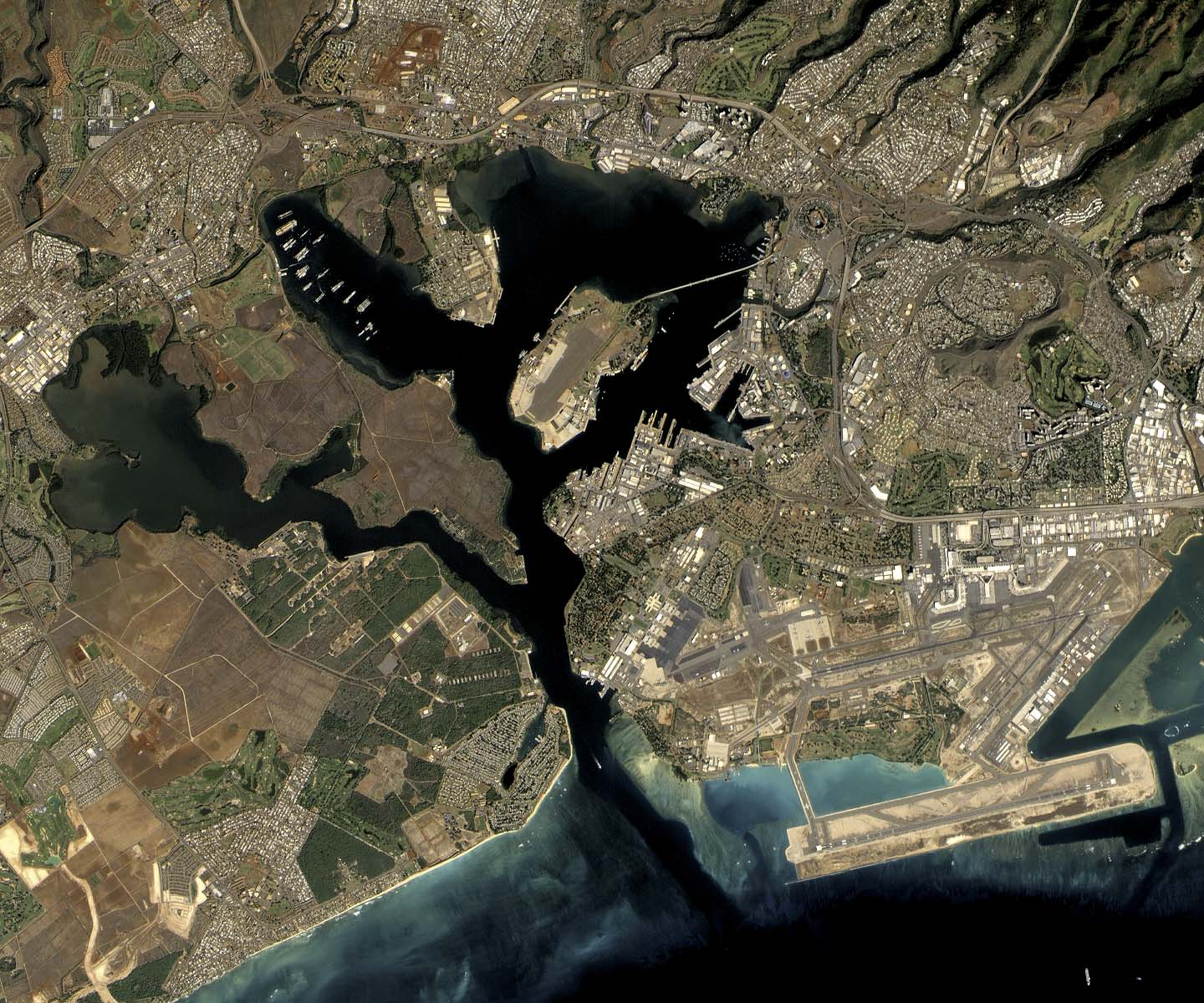
Satelitní snímek

Pearl Harbor (Pu‘ola, v překladu „Perlový přístav“) je přístav v laguně ostrova Oahu v USA. Většina přístavu a okolí je využívána jako námořní základna Námořnictva Spojených států amerických. Nachází se zde i velitelství americké Pacifické floty. Útok na Pearl Harbor provedený vojenskými silami Japonského císařství dne 7. prosince 1941 měl za následek vstup Spojených států amerických do druhé světové války.

## Historie
Začátkem 19. století nebyl Pearl Harbor používán pro velké lodě kvůli mělkému vstupu. Zájem Spojených států o Havajské ostrovy rostl díky lovu velryb, lodní dopravě a obchodním aktivitám v Tichomoří. Již v roce 1820 byl ustanoven „Agent Spojených států pro obchod a námořníky“, aby dohlížel nad americkými obchodními aktivitami v přístavu Honolulu. Tyto obchodní vazby na americký kontinent doplňovala práce Americké rady komisařů pro zahraniční mise. Američtí misionáři a jejich rodiny se stali nedílnou součástí havajského politického subjektu.
Incident z roku 1826 ilustruje některé z panovačných taktik používaných v té době kolonizátory ostrovů. Když loď por. Johna Percivala USS Dolphin připlula do Honolulu, kde zrovna vstoupilo v platnost nařízení omezující prodej alkoholických nápojů a braní žen na palubu plavidel v Honolulu Harbor iniciované misionáři, por. Percival a členové jeho posádky považovali zákony nového místopředsedy za nepřiměřené a jejich anulaci si vynutili za použití víc než jen pohrůžky použití násilí. Tato akce byla později Spojenými státy odsouzena a vedla k vyslání posla ke králi Kauikeaoulimu. Když kapitán Thomas A. P. Catesby Jones, velitel lodi USS Peacock, připlul, stal se prvním námořním důstojníkem, který navštívil Havaj vyzbrojen pokyny k projednání mezinárodních záležitostí s havajským králem a vůdci a k uzavření obchodní dohody.
Během 20. a 30. let 19. století navštívilo Honolulu mnoho amerických válečných lodí. Ve většině případů doručovali velící důstojníci dopisy od vlády Spojených států s radami týkajícími se vládních záležitostí a vztahů ostrovního národa s cizími mocnostmi. V roce 1841 podpořily noviny Polynesian vycházející v Honolulu založení americké námořní základny na Havaji na ochranu amerických občanů zapojených do velrybářského průmyslu. Britský ministr zahraničních věcí na Havaji Robert Crichton Wyllie poznamenal v roce 1840, že „…domnívám se, že proud událostí směřuje k rychlému připojení ke Spojeným státům.“ Tomuto trendu napomáhaly incidenty s Brity a Francouzi. 13. února 1843 lord George Paulet, velitel lodi HMS Carysfort, obsadil ostrovy během incidentu známého jako Paulet Affair. Ačkoli byla americká válečná loď USS Boston v přístavu, její velitel nezasáhl. O několik dní později byl však komodorem Kearneym, velitelem lodi USS Constellation, vznesen oficiální protest. Jednání lorda Pauleta bylo odsouzeno lordem Aberdeenem v Londýně. Francie a Británie uznaly havajskou nezávislost, Spojené státy ji však odmítly.
Po francouzské invazi v roce 1849 sepsal král Kamehameha III, ovlivněn svými americkými poradci, listinu týkající se připojení ke Spojeným státům. Během čekání na odpověď z Washingtonu byla v pohotovosti loď USS Vandalie. Po smrti krále, odchodu francouzských ozbrojených sil a v důsledku zahraniční politiky Fillmorovy vlády byla myšlenka připojení odložena. Oddělení námořnictva však obdrželo rozkazy k ponechání amerického válečného loďstva v Pacifiku.
Díky ukončení americké občanské války, nákupu Aljašky, rostoucímu vlivu pacifických států, plánovanému obchodu s Orientem a touze po bezcelním trhu pro havajské produkty začaly Havajské ostrovy expandovat. V roce 1865 byla vytvořena severopacifická eskadra pro pokrytí západního pobřeží a Havaje. V následujícím roce byla USS Lackawanna pověřena plavbou mezi ostrovy coby „lokalitou velkého a rostoucího zájmu a významu.“ Toto plavidlo prozkoumalo severozápadní ostrovy u Japonska, v důsledku čehož Spojené státy obsadily ostrov Midway. Sekretář námořnictva tak mohl napsat ve své výroční zprávě z roku 1868, že v listopadu 1867 vlálo nad velrybářskými a obchodními plavidly v Honolulu 42 amerických vlajek v porovnání s pouhými šesti vlajkami jiných národů. Tato zvýšená aktivita byla důvodem pro trvalou přítomnost alespoň jedné válečné lodi v havajských vodách. Následujícího roku byla kongresem k 1. březnu 1869 vyhrazena v rozpočtu částka 50 000 dolarů na prohloubení přístupů do přístavu.
Od roku 1868, kdy velitel Pacifické floty navštívil ostrovy za účelem dohledu nad „americkými zájmy“, hráli námořní důstojníci důležitou roli ve vnitřních záležitostech. Sloužili jako rozhodčí v obchodních sporech, vyjednavači obchodních dohod i jako ochránci zákona a pořádku. Pro členy havajské královské rodiny a významné úředníky ostrovní vlády byly pořádány pravidelné plavby mezi ostrovy a pevninou na palubě válečných lodí USA. Když v roce 1873 zemřel král Lunalilo, byla již v proudu jednání o ustanovení Pearl Harboru coby přístavu pro bezcelní vývoz cukru do USA. Nepokoje po zvolení krále Kalakaua v březnu 1874 vedly k vylodění modrokabátníků z USS Tuscarora a USS Portsmouth. Také britská válečná loď HMS Tenedos vylodila varovné síly. Právě během vlády krále Kalakaua byla Spojeným státům udělena výhradní práva pro vstup do Pearl Harboru a pro založení opravné a tankovací stanice.
Přestože byla tato smlouva v platnosti až do srpna 1898, USA neopevnily Pearl Harbor jako námořní pevnost. Mělký vstup nadále tvořil impozantní bariéru proti vniknutí do hlubokých chráněných vod vnitřního přístavu, tak, jako tomu bylo předchozích 60 let.
V roce 1875 podepsaly Spojené státy a havajské království Smlouvu o reciprocitě, doplněnou Úmluvou z 6. prosince 1884 a ratifikovanou v roce 1887. Dne 20. ledna 1887 udělil Senát Spojených států námořnictvu výhradní právo na užívání Pearl Harboru jako námořní základny (USA byl obsazen 9. listopadu téhož roku). K tomuto rozhodnutí přispěly jak Španělsko-americká válka v roce 1898, tak touha Spojených států po trvalé přítomnosti v Pacifiku.

### 1941
Nejistota týkající se japonských úmyslů spojená s japonskou vojenskou přítomností v Číně vedla Spojené státy k přijetí obranných opatření. 1. února 1933 uspořádalo americké námořnictvo cvičný útok na Pearl Harbor jako součást zkoušky připravenosti. Útočníci uspěli a obránci prohráli.
7. prosince 1941 skutečný útok na Pearl Harbor vtáhl Spojené státy americké do 2. světové války.
Útok jako první zahájily japonské letouny a trpasličí ponorky. Je pravdou, že Američané již dříve prolomili japonský kód, a o tom, že se chystá útok, věděli. Vzhledem k obtížím spojeným s dekódováním zachycených zpráv se však nepodařilo zjistit cíl onoho útoku před jeho započetím. Útok pod velením admirála Isoroku Jamamota byl zničující jak s ohledem na ztráty na životech, tak na poškození americké floty. 7. prosince v 06:05 zahájilo šest japonských letadlových lodí útok vypuštěním první vlny 183 letadel (353 letadel {jiný zdroj}), sestávající hlavně z torpédových a střemhlavých bombardérů a stíhačů. Japonci zasáhli americké cíle v 07:51. První vlna zasáhla vojenská letiště na ostrově Ford. V 08:30 zaútočila na flotu kotvící v Pearl Harboru druhá vlna 170 japonských letadel, většinou torpédových bombardérů. Bitevní loď Arizona byla zasažena protipancéřovou bombou, která prorazila plášť a zasáhla přední sklad munice, což mělo za následek doslovné roztrhnutí Arizony a její potopení během několika sekund. Celkem byla potopeno 9 lodí a 21 vážně poškozeno. 3 z těchto 21 byly neopravitelné. Celkové ztráty na životech byly 2350 mrtvých, včetně 68 civilistů, a 1178 zraněných. Z vojenského personálu bylo právě 1177 z Arizony. První střely byly odpáleny z torpédoborce Ward na trpasličí ponorku, která plula na hladině u přístavu. Ward ponorku potopil přibližně v 06:55, hodinu před útokem na Pearl Harbor.